# Dějiny západní filozofie
Dějiny západní filozofie popisují dějiny filozofie v té oblasti, kde během času vznikala evropská a euroamerická kultura. Střediska této filozofie se v průběhu staletí posouvala a měnil se i její jazyk (jazyky), nicméně se zde udržovala více méně nepřetržitá paměť a tradice textů i neustálá diskuse s velkými předchůdci, což je hlavní důvod, proč můžeme hovořit o „západní filozofii“ jako celku.
Západní filozofie se obvykle dělí na:
- antickou filozofii,
- středověkou křesťanskou filozofii, to jest
  - patristiku a
  - scholastiku
- novověkou filozofii,
- současnou filozofii, resp. současné filozofie.

## Antická filozofie

### Předsókratovská filozofie (6.–5. stol. př. n. l.)
V 1. polovině 1. tisíciletí př. n. l. začíná velký rozmach řeckých měst a námořního obchodu ve velké části Středozemního moře, který vedl k zakládání kolonií, zejména v dnešní Itálii a na Sicilii, v tzv. „velkém Řecku“. Ve městech tak žili vedle sebe lidé různého původu a různých kultur. I když se běžně dorozumívali řecky, nepřijímali jako samozřejmou autoritu tradiční řecké mýty, na nichž do té doby stála společenská soudržnost řeckých obcí. V setkání s jinými kulturami a učeními tak začaly vznikat pochybnosti o Homérově či Hésiodově výkladu světa. Za první řecké filozofy považujeme myslitele, kteří mytologický výklad světa kritizovali či odmítli a snažili se svět vysvětlit rozumově, z určitých principů. Je příznačné, že žili většinou na pobřeží dnešní Malé Asie, na Sicílii a v jižní Itálii, čili právě na pomezí tehdejšího řeckého světa. Z děl tohoto období tzv. předsókratiků se zachovaly jen zlomky, citáty ve spisech pozdějších autorů.

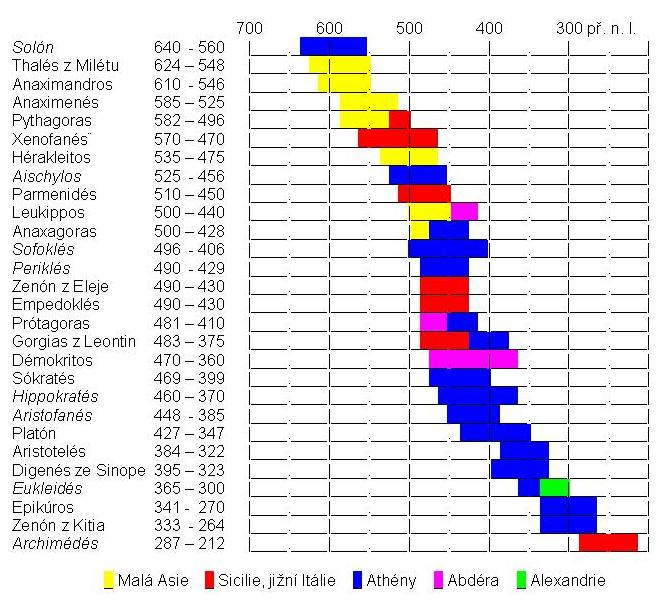
Chronologie řeckých filozofů (data jsou vesměs jen přibližná)

Filozofové tohoto období se snažili najít nějaký princip (arché), z něhož by se svět dal vysvětlit bez odkazu na tradiční vyprávění. Tímto počátkem bylo pro některé číslo, pro jiné některý ze živlů a pro Parmenida zřejmě myšlenka neměnného bytí, které je základem proměnlivého světa, v němž žijeme. Tito myslitelé se řadí do několika škol, i když přímé souvislosti mezi nimi nejsou většinou doloženy. U atomistů se už setkáváme i s jistou skepsí ohledně možností poznání vůbec.
- Milétská škola – Thalés z Milétu, Anaximandros, Anaximenés
- Pýthagorejská škola – Pýthagorás a jeho žáci, Alkmaión
- Elejská škola – Xenofanés, Parmenidés, Zénón z Eleje
- Hérakleitos
- Pluralisté – Anaxagorás, Empedoklés
- Atomisté – Leukippos, Démokritos

### Vrcholná řecká filozofie (5.–4. stol. př. n. l.)

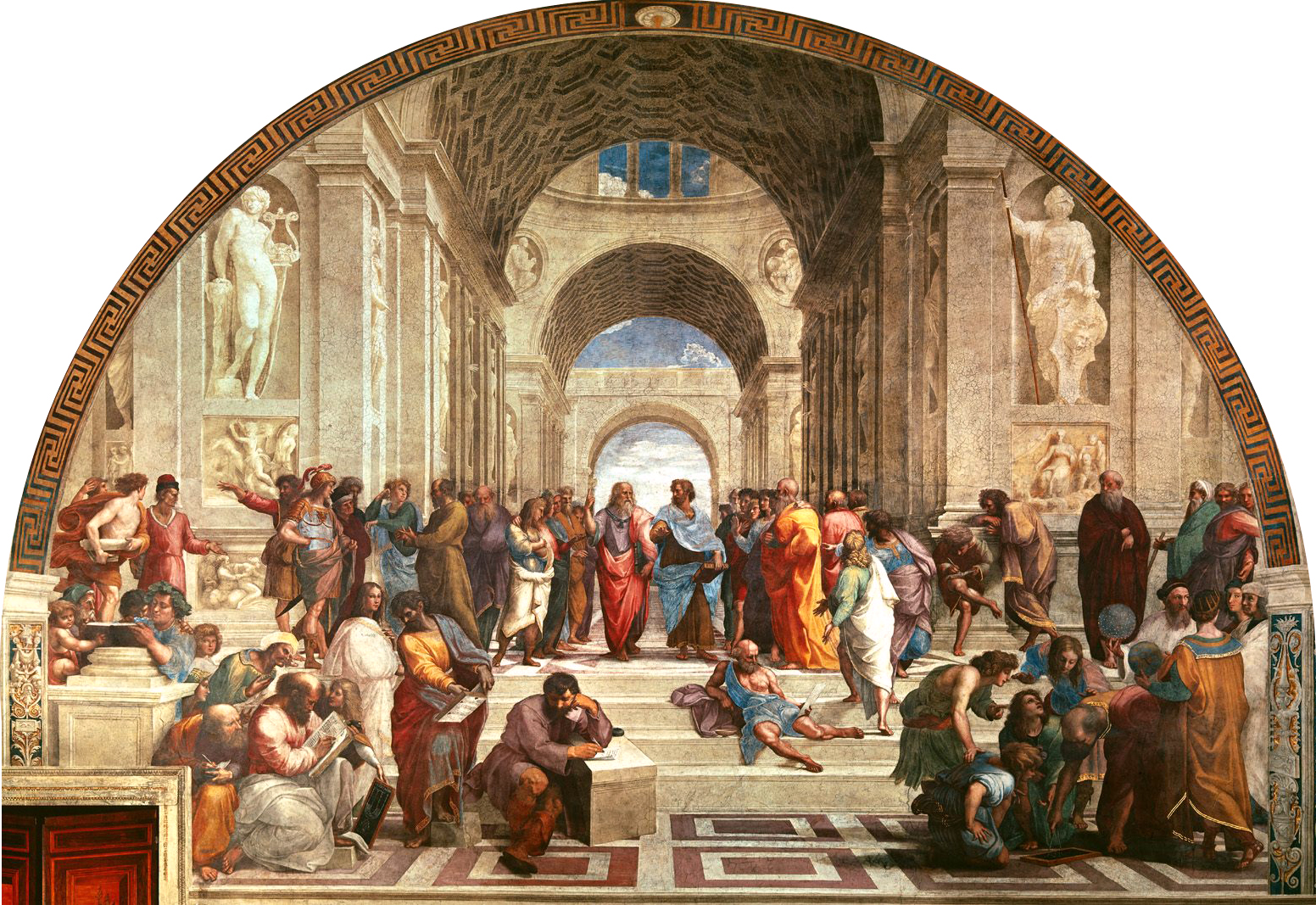
Raffael Santi: Athénská škola

V poměrně krátkém období vrcholného rozkvětu města Athén se filozofie obrací od otázek po původu a povaze přírody k otázkám lidské společnosti a člověka. Tradičně se tento obrat přisuzuje Sókratovi, je však pravděpodobné, že stejný krok udělali i sofisté, o nichž toho víme podstatně méně. Sókratés ovšem sám nic nenapsal a co o něm víme, pochází z dialogů Platónových, které jsou dodnes jedním z vrcholů filozofie vůbec. Téměř ve všech vystupuje Sókratés, obvykle v roli učitele a s jistou převahou nad odpůrci; ovšem otázka, nakolik Platón v dialozích podává své vlastní, anebo Sókratovy myšlenky (čili otázka Platónova poměru k Sókratovi), není dodnes uzavřena.
Naopak Platón v Sedmém listu tvrdí, že žádný systematický výklad své nauky nikdy nenapsal a nenapíše, takže i o tom, co přesně své žáky učil, se musíme dohadovat nepřímo. Jedním z pramenů jsou spisy jeho dlouholetého a zdaleka nejvýznamnějšího žáka Aristotela, který se s Platónem v řadě důležitých otázek rozchází. Velice rozsáhlé Aristotelovo dílo má zčásti povahu poznámek, možná zápisků posluchačů. Aristotelés obzor filozofických témat opět rozšířil a položil tak základy mnoha pozdějších věd, od anatomie a meteorologie až po lingvistiku, rétoriku a etiku. S Platónem a Aristotelem přichází i otázka kritiky poznání, rozlišování mezi pravým věděním a pouhým míněním, filozofie si vytváří odborné pojmy a snaží se o závaznou a důsledně argumentovanou řeč. Proto jsou jak Platónovy, tak Aristotelovy spisy dodnes živou inspirací i přísným měřítkem každé filozofické práce – i kdyby je měla odmítnout.
Tato trojice athénských myslitelů má tedy pro celou západní filozofii rozhodující význam. Anglický filozof Alfred North Whitehead napsal, že celá pozdější filozofie je jen souborem komentářů k Platónovi, nicméně ani střízlivé a věcné myšlenkové dědictví Aristotelovo se v evropských dějinách nikdy neztratilo a v některých obdobích dokonce převládalo. Obě jejich athénské školy – Akademie a Lyceum (Lykaion) – trvaly několik staletí a sloužily jako vzor pro tisíce škol v celé historii.
Vedle nich zde vznikly i další myšlenkové směry. O sofistech – současnících Sókratových – jsme se už zmínili; Sókratés jim vytýká mravní relativismus i to, že za výuku si nechávali zaplatit. Dobové vylíčení satirika Aristofana (ve hře Oblaka) ovšem líčí podobně i školu Sókratovu. Další významný směr, kynismus, založený Sókratovým žákem Antisthenem, představuje spíše jakýsi asketický a protestní životní styl s minimálními potřebami a na okraji bohaté společnosti.
- Sókratés (469–399 př. n. l.)
- Platón (427–347 př. n. l.)
- Aristotelés (384–322 př. n. l.)
- Sofisté – Prótagorás z Abdér, Gorgiás z Leontín
- Kynismus – Antisthenés, Díogenés ze Sinópé

### Helénistická filozofie (4. stol. př. n. l. – 4. stol. n. l.)
Po pádu Athén vládli v Řecku makedonští králové a Alexandr Veliký vytvořil obrovskou říši, která zahrnovala celé východní Středomoří a sahala až do Indie. Po jeho smrti roku 323 př. n. l. se sice politicky rozpadla, zůstal však kulturně propojený prostor s řeckou dorozumívací řečí a novým střediskem vzdělanosti v Alexandrii. Tam působila řada vynikajících vědců, počínaje Eukleidem, ale filozofické školy měly praktičtější ráz a orientovaly se na rozvíjení athénského dědictví. Významnější myslitelé tohoto období se zabývali hlavně etikou, otázkami dobrého života ve společnosti a politikou.
Od 2. stol. př. n. l. se centrum říše přesouvalo do Říma a dorozumívacím jazykem se stávala latina. Latinští filozofové, zejména Cicero, Lucretius a Marcus Aurelius přetlumočili odkaz řeckých škol pro nové publikum, a to opět s výrazně praktickým a etickým zaměřením. Zajímají je hlavně otázky lidského štěstí, občanské ctnosti, politiky, vlády a práva. Ve 3. století našeho letopočtu vzniká novoplatonismus, který vzkvétal zejména ve východní, tj. řeckojazyčné části říše a který později zásadně ovlivnil křesťanské myšlení. Mimoto se rozvíjí hermetismus, vliv na filozofické nauky má také gnosticismus a manicheismus.

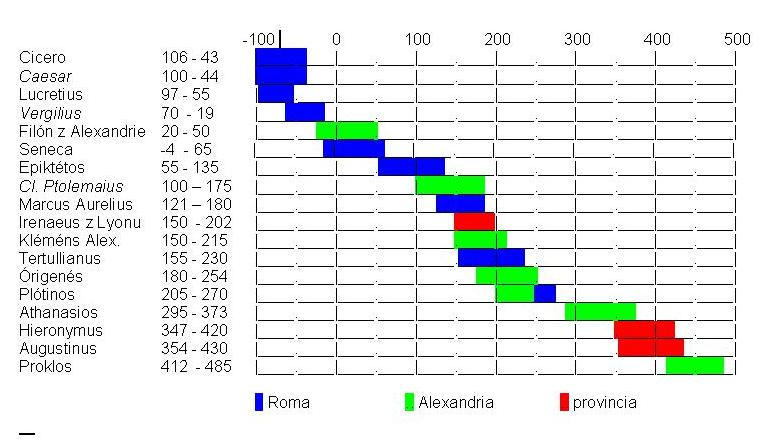
Chronologie helénistických a latinských filozofů (data jsou někde přibližná)

Mezi hlavní myšlenkové proudy tohoto období patří zejména:
- Stoicismus – Zénón z Kitia, Seneca, Epiktétos, Marcus Aurelius
- Epikureismus – Epikúros, Titus Lucretius Carus, Quintus Horatius Flaccus
- Skepticismus – Pyrrhón z Élidy
- Eklekticismus – Marcus Tullius Cicero, Filón Alexandrijský
- Novoplatonismus – Plótínos, Iamblichos, Proklos, Boëthius

## Středověká filozofie
Ve středověku se filozofie dlouho chápala jako prostředek náboženského, křesťanského myšlení. Křesťanství sice vzniklo v židovském prostředí, brzy se však dostalo pod silný vliv řecké kultury, která právě ve filozofii převládala. Z filozofických proudů pozdní antiky je ovlivnil asketický kynismus, stoicismus a později hlavně novoplatónismus. Ve vrcholném středověku převládl vliv Aristotelův, zčásti zprostředkovaný arabskými islámskými mysliteli, od 14. století se filozofie postupně osamostatnila a velkou změnu znamenal objev nových textů Platónových, který zahájil období humanismu.

### Patristika (1.–8. stol.)

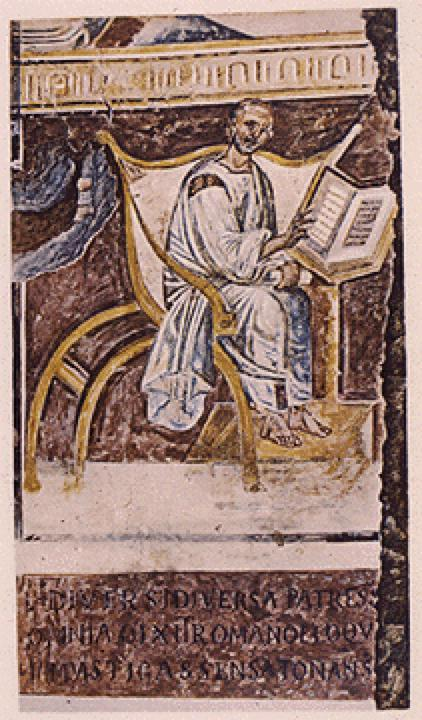
Svatý Augustin, nejvýznamnější představitel latinské patristiky

Patristika, období církevních otců , tj. trvalých křesťanských autorit, je také období, kdy se v obranách (apologiích) a později na sněmech a ve sporech s heretiky zpřesňovalo křesťanské učení (dogma), zejména nauka o Trojici, o Božských osobách, o hříchu a vykoupení a o povaze církve. Zároveň se pozvolna odděluje západní (latinská) větev od východní řecké, která zpočátku dominovala. Období „stěhování národů“ znamená také doznívání patristiky, na západě v souvislosti s rozpadem západní říše, na východě s expanzí islámu.
Hlavními představiteli východní (řecké) patristiky jsou Irenaeus (Eirénaios), Kléméns Alexandrijský, Órigenés, Eusebios z Kaisareie, Athanasios, Basileios Veliký, Řehoř z Nazianzu, Řehoř z Nyssy, Jan Zlatoústý (Chrysostomos), Cyril Alexandrijský (Kyrillos) a Jan z Damašku.
Pro západní (latinskou) patristiku je to Justin Mučedník, Tertullianus, Ambrosius (Ambrož), Hieronymus (Jeroným), sv. Augustin, Boëthius, Lev I. Veliký, Beda Ctihodný (Venerabilis), Isidor ze Sevilly, Řehoř Veliký (Gregorius) a Jan Scotus Eriugena, který už představuje přechod ke scholastice. Nejoriginálnějšími mysliteli byli Svatý Augustin, Pseudo-Dionysios Areopagita a Boëthius, všichni ovlivnění novoplatonismem.

### Scholastika (11.–15. stol.)
Scholastika čili „školská filozofie“ souvisí se vznikem škol a univerzit ve vrcholném středověku, s potřebou vyučovat a diskutovat. Opírá se o autoritu Bible a velkých starověkých filozofů, i když je také kritizuje. Cílem není originalita ani výmluvnost, nýbrž jasnost a určitost stanovisek. Scholastika si vyvinula vlastní metodu disputace (diskuse), jež se na anglických a amerických univerzitách dodnes pěstuje. Vrcholná i tzv. druhá scholastika podstatně ovlivnila celou novověkou filozofii až do I. Kanta.

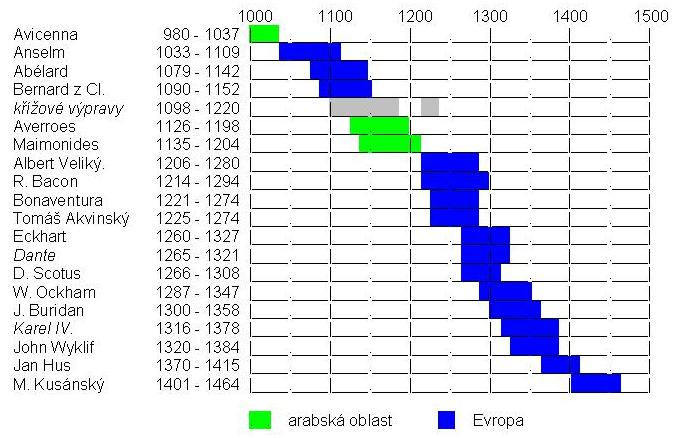
Chronologie středověkých filozofů

- Raná scholastika: Anselm z Canterbury, Pierre Abélard, Bernard z Clairvaux, Chartreská škola
- Islámská filozofie: Alkindus, Al-Fárábí, Avicenna, Averroes
- židovská filozofie: Maimonides (Moše ben Maimon)
- Vrcholná scholastika: Siger z Brabantu, Albert Veliký, Tomáš Akvinský, Bonaventura, Roger Bacon
- Pozdní scholastika: Mistr Eckhart, Jan Duns Scotus, William Ockham, Jean Buridan.
- Druhá scholastika 16. století: Domingo de Soto, Thomas Cajetan, Francisco Suárez.

## Novověká filozofie
Novověká filozofie se nejprve snaží zbavit svazujících autorit, náboženských i filozofických, a proti převažující aristotelské orientaci scholastiky staví znovu objeveného Platóna. Za odmítnuté autority musí pak také hledat náhradu, a to jak v oblasti poznávání, kde má jistotu poznání zaručovat racionální věda, tak v oblasti práva a politiky, kde se autoritou stává rozum, a konečně i v oblasti etiky, kde se přijímá princip lidské rovnosti.

### Raný novověk
Renesanční filozofie a raný humanismus znamená jednak zápas o osvobození jednotlivce, živý zájem o přírodu a svět, ale také životní nejistoty a těžké spory. V novém světě bez společně uznávané autority platí nakonec pouze moc, ať už v podobě politické (Niccolò Machiavelli, Thomas Hobbes), nebo jako vědění a ovládání přírodních sil (Francis Bacon). Proti tomu stojí humanismus Erasma Rotterdamského, který se své teologické přátele marně snažil přesvědčit o potřebě tolerance.

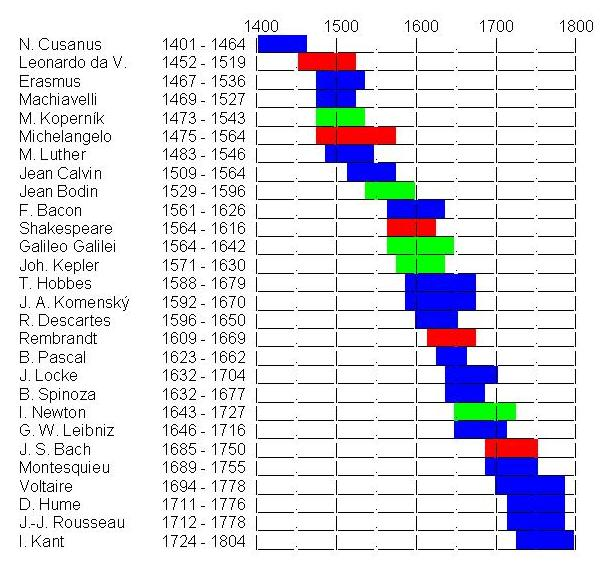
Chronologie raně novověkých filozofů

- Mikuláš Kusánský, Mikuláš Koperník, Giordano Bruno
- Reformace církve, jak si ji představoval ještě Jan Hus, se nezdařila a reformátoři 16. století se nakonec postavili proti římskému papeži. První z nich, Martin Luther, filozofii odmítal, ale už jeho přítel Philipp Melanchthon ji rehabilitoval. K velkým teologům reformace pařil také Ulrich Zwingli a Jan Kalvín.
- Náboženské rozštěpení a následující občanské a náboženské války 16.–17. století silně otřásly věrohodností křesťanství a velcí filozofové musí jistoty poznání i opory pro lidské jednání hledat jinde. René Descartes našel nepochybný základ poznání v sebejistotě myslícího subjektu, Thomas Hobbes se snažil najít pevný základ pro autoritu panovníka, který jediný může zaručit mír. O racionální řešení lidských i společenských problémů své doby se snažili i Baruch Spinoza, John Locke a George Berkeley.
- Jiní filozofové se naopak vraceli k náboženskému základu myšlení, jako Blaise Pascal, Jan Amos Komenský nebo Gottfried Wilhelm Leibniz. V anglickém Cambridge vznikla vlivná škola platónismu, z níž vyšel také Isaac Newton.

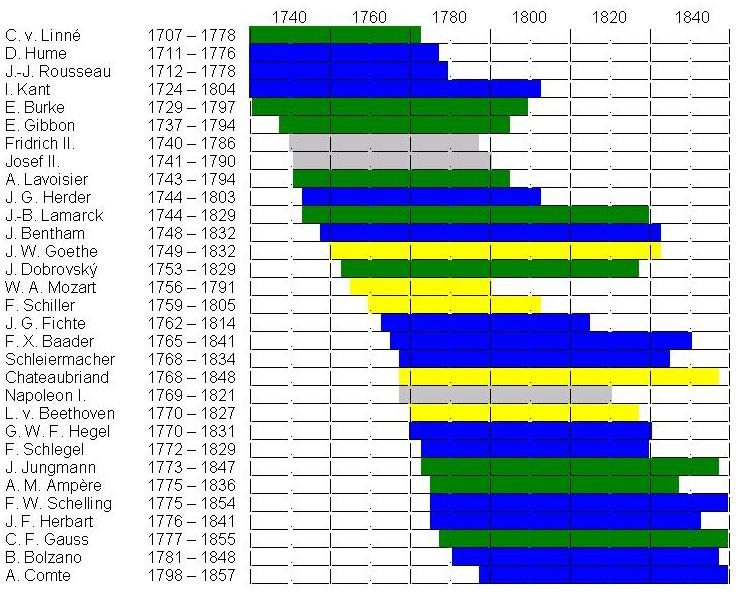
Chronologie 18./19. století

### Osvícenství
Když se absolutistickým panovníkům nakonec podařilo občanské války potlačit, zdálo se, že na rozum se lze spolehnout a zbývá jen vymýtit staré pověry a neoprávněné výsady a lidská společnost se bude rozvíjet v míru a prosperitě. To je filozofický i politický program osvícenství, racionalistického myšlenkového proudu, který se plně rozvinul během 18. století. Kant jej charakterizoval slavnou větou: „Neboj se užívat svého rozumu.“
- Charles Louis Montesquieu
- Voltaire
- Jean-Jacques Rousseau,
- David Hume.
- Nejvýznamnější z nich, Immanuel Kant, si ovšem už také uvědomil úskalí osvícenského optimismu, podobně jako Johann Gottfried Herder nebo Johann Wolfgang Goethe.

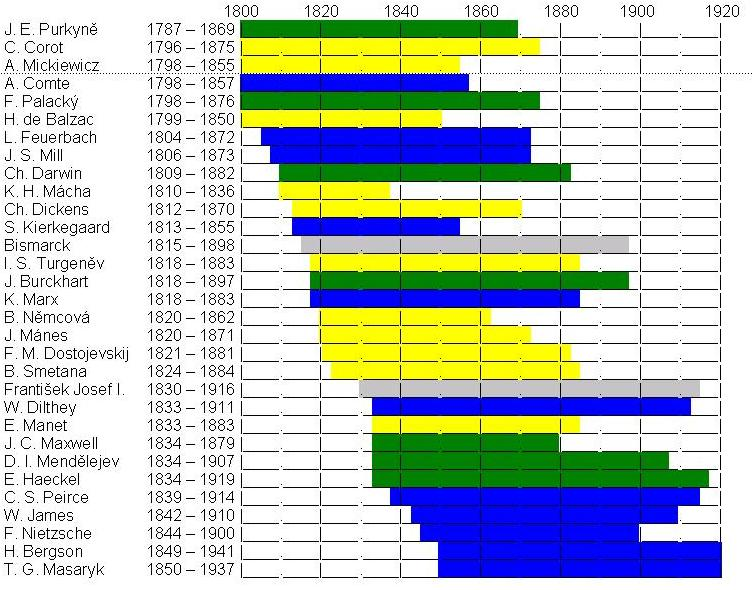
Chronologie 19. století

### 19. století
- Na Kanta navázali velcí filozofové německého idealismu: Johann Gottlieb Fichte, Friedrich Wilhelm Joseph von Schelling, Georg Wilhelm Friedrich Hegel a později Ludwig Feuerbach.
- V Anglii i ve Francii se osvícenská víra v rozum, vědu a pokrok ještě radikalizovala v díle mužů, jako byl Jeremy Bentham, Auguste Comte, Herbert Spencer, John Stuart Mill.
- Naproti tomu romantismus navázal na Herderovu kritiku osvícenského racionalismu a zdůraznil význam umění, tradic a národní svébytnosti: Friedrich Wilhelm Joseph von Schelling, Friedrich Schlegel.
- Na Hegelův racionalismus reagovali v Německu kritičtí až pesimističtí filozofové jako Arthur Schopenhauer, Friedrich Nietzsche a později Oswald Spengler, jedinečnost osamělého člověka zdůraznil Søren Kierkegaard a z jiného hlediska i Ladislav Klíma.
- Dialektický materialismus sice vzešel z filozofie, chápal se však spíše jako nástroj politické změny: Karl Marx, Friedrich Engels, Vladimír Iljič Lenin.

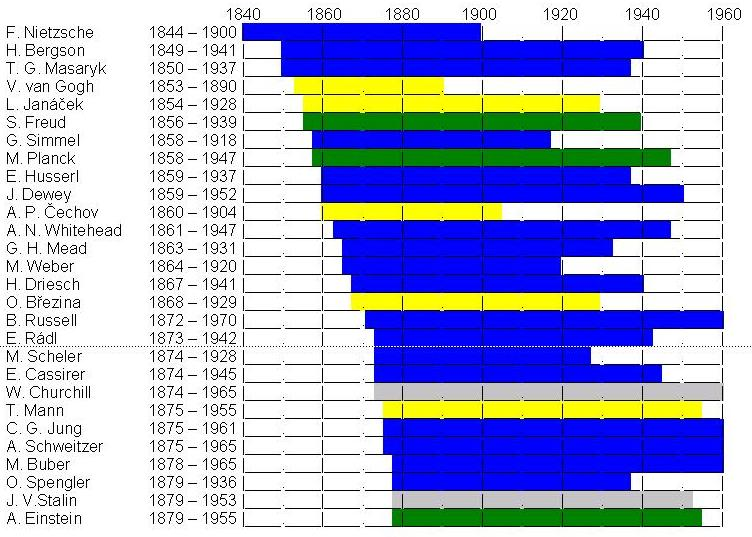
Chronologie 19./20. století

## Soudobá filozofie
S rozvojem univerzitního vzdělání a komunikací je už ke konci 19. století situace ve filozofii velmi nepřehledná a myslitele 20. století je obtížné i nějak zařadit.

### 20. století
- Filozofie života a evoluce: Henri Bergson, Wilhelm Dilthey, Hans Driesch, Emanuel Rádl, Pierre Teilhard de Chardin
- Americký pragmatismus: Charles Sanders Peirce, William James, John Dewey
- Fenomenologie: Edmund Husserl, Martin Heidegger, Hans-Georg Gadamer, Ludwig Landgrebe, Maurice Merleau-Ponty, Eugen Fink, Jan Patočka, Paul Ricoeur,

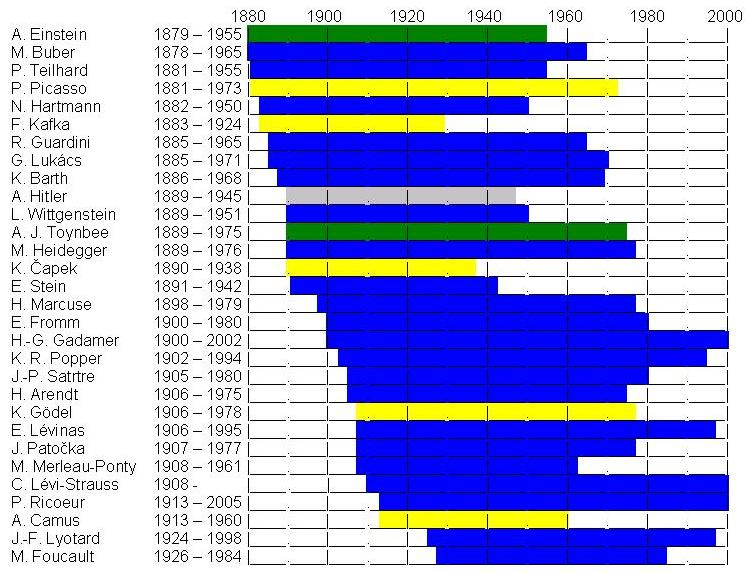
Chronologie 20. století

- Existencialismus: Jean-Paul Sartre, Albert Camus, Karl Jaspers, Romano Guardini
- Personalismus: Maurice Blondel, Max Scheler, Gabriel Marcel, Jean Lacroix, Jacques Maritain
- Filozofie jazyka: Ferdinand de Saussure, Ludwig Wittgenstein, Noam Chomsky, Umberto Eco
- Analytická filozofie: Gottlob Frege, George Edward Moore, Bertrand Russell, Rudolf Carnap, John Searle, W. V. Quine
- Frankfurtská škola (neomarxismus, kritická teorie): Max Horkheimer, Jürgen Habermas, Erich Fromm, Walter Benjamin, Theodor W. Adorno, Herbert Marcuse a další.
- Filozofie vědy: Gaston Bachelard, Alexandre Koyré, Karl Popper, Paul Karl Feyerabend, Thomas Kuhn, Gregory Bateson
- Postmoderní filozofie: Jean Baudrillard, Jean-François Lyotard, Jacques Derrida, Gianni Vattimo